# The Art of Video Games

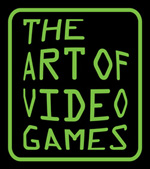
The Art of Video Games feierte 2012 Premiere im Smithsonian American Art Museum.

The Art of Video Games ist eine Ausstellung des Smithsonian American Art Museum vom 16. März 2012 bis 30. September 2012 in Washington, D.C. Ziel der Ausstellung ist es, die Evolution der Kunst von Computerspielen im Laufe ihrer mittlerweile vierzigjährigen Geschichte herauszustellen. Im Anschluss an die Ausstellung im Smithsonian American Art Museum wird die Ausstellung an zehn weiteren Ausstellungsorte innerhalb der USA zu sehen sein. Kurator der Ausstellung ist Chris Melissinos, ehemaliger Chief Evangelist und Chief Gaming Officer für Sun Microsystems.

## Konzeption und Ausstellungsziel
The Art of Video Games ist das Ergebnis der Bemühungen des Smithsonian American Art Museum, Anschluss im Bereich der Modernen Medien zu finden. Im Rahmen der Konferenz Smithsonian 2.0, die sich mit der Zukunft des Smithsonian American Art Museum im digitalen Zeitalter beschäftigte, kam der Kontakt zu Chris Melissinos zustande, der die Rolle des Kurators der Ausstellung übernahm. Es ist eine der ersten Ausstellungen mit dem Ziel, die vierzigjährige Evolution der Computerspiele als ein künstlerisches Medium zu erkunden, und die erste Computerspiel-bezogene Ausstellung eines landesweit bedeutenden US-Museums. Der Fokus liegt auf herausragenden visuellen Effekten und dem kreativen Einsatz neuer Technologien. Der Ausstellung geht es nicht um den Nachweis, dass Computerspiele das Produkt eines Zusammenspiels kunstfertiger Disziplinen wie Schreiben oder Zeichnen sind, sondern dass sie Einflüsse aus all diesen Bereichen zu einer neuen Kunstform verbinden:

„Klarerweise wird man in einem Videospiel traditionelle Formen von Kunst, wie Zeichnungen, Illustrationen, Geschichten und Musik finden, doch all diese Dinge zusammengenommen ergeben ein Videospiel. Ein Videospiel nimmt also all diese Dinge und verbindet sie zu etwas Größeren. Wir betrachten im Rahmen der Ausstellung jeden dieser Bereiche einzeln. Wir wollen uns also nicht mit Kunst in Videospielen, sondern Videospielen als Kunstform und wie sie sich als solche im Laufe der Zeit entwickelt haben, auseinandersetzen.“

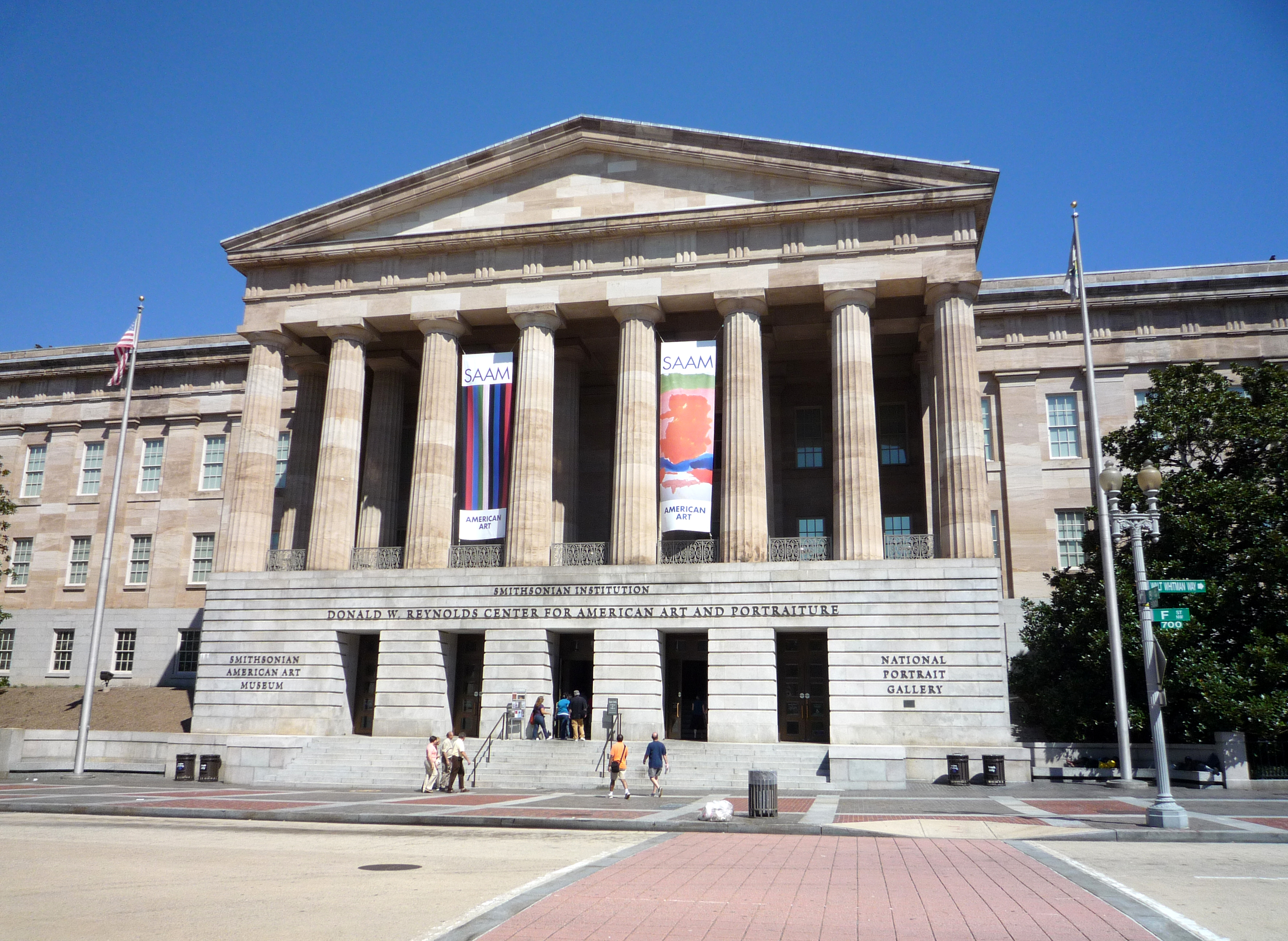
Ausstellungsort in der National Portrait Gallery

Laut Kurator Melissinos besteht die Einzigartigkeit der Computerspiel-Kunst darin, dass sie insgesamt drei Ebenen besitzt:
1. Die Sicht des Erschaffers, der ein kreatives Ziel verfolgt.
2. Das eigentliche Spiel, bestehend aus Spielmechanik und der Präsentation.
3. Die persönliche Erfahrung des Spielers, als Resultat der Interaktion mit dem Spiel und der persönlichen Rezeption.

Das Zusammenkommen von Künstler, Spiel und Spieler erhebe das Softwareprodukt über den Status eines simplen Spiels. In diesem Zusammenhang sei auch nicht so sehr der technische Fortschritt bedeutend, sondern vielmehr die Kernmechaniken, die im Lauf der Spielegeschichte gleich geblieben seien.
Mit einer Zusammenstellung herausragender Computer- und Videospiele aller Plattformen, vom Atari VCS bis zur 7. Konsolengeneration, soll das Zusammenspiel von Grafik, Technologie und Erzählung dargelegt werden. Die Ausstellung unterteilt die Spielegeschichte dabei in fünf Technologiezeitalter (englisch: „Era“) und präsentiert mit Hilfe der Spiele die Arbeiten einiger der einflussreichsten Künstler und Designer, von den frühen Anfängen bis in die zeitgenössische Zeit hinein. Die Ausstellung wurde von zahlreichen US-amerikanischen Spieledesignern und Spielejournalisten beratend unterstützt, darunter Louis Castle, Steve Meretzky, Ray Muzyka, Greg Zeschuk, David Perry und Tim Schafer. Der größte Teil der ausgestellten Originalhardware sind Leihgaben Melissinos' und auch die in der Ausstellung verwendeten Screenshots der Referenzspiele wurden von Melissinos selbst angefertigt.
Das Smithsonian American Art Museum lud alle Interessierten dazu ein, bei der Auswahl der Spiele für die Ausstellung mitzuwirken. Kurator Chris Melissinos trug zusammen mit seinem Beraterteam eine Auswahl von 240 Spiele zusammen. Alle Titel wurden mit Blick auf die Ausstellungsziele ausgewählt und dabei erst nach Plattform und innerhalb der Plattform schließlich noch nach Genre bzw. Spielkonzept unterschieden. Für jede Plattform und jedes Genre wurde die gleiche Zahl an Kandidaten präsentiert, woraus sich 80 Themengruppen mit jeweils drei Kandidaten ergaben. Ziel dieser Auswahl war es dagegen nicht, eine Liste der besten Spiele aller Zeiten aufzustellen. Im Zeitraum vom 14. Februar bis zum 17. April 2011 stellte das Museum diese Auswahl online zur freien Abstimmung. Jeder Teilnehmer konnte für jede der 80 Gruppen jeweils seinen Favoriten festlegen, das Spiel mit den meisten Stimmen wurde dann in die Ausstellung aufgenommen. Die Abstimmung stieß auf großes Interesse und führte unmittelbar nach Freischaltung der Webseite zum Zusammenbruch der Server. Insgesamt nahmen 119.000 Personen aus 175 Ländern an der Abstimmung teil.
Nach drei Jahren Vorbereitungszeit eröffnete die Ausstellung am 16. März 2012. Die Eröffnung wurde durch eine dreitägige Festveranstaltung, das sogenannte GameFest!, begleitet, unter anderem mit einer Keynote von Nolan Bushnell und einer Gesprächsrunde mit Hideo Kojima. Für weitere Podiumsdiskussionen und Vorträge konnten die Spieleentwickler Don Daglow, Robert J. Mical, Mike Mika, Rand Miller, Keith Robinson, Paul Barnett, Mark DeLoura, Ken Levine, Kellee Santiago und Robin Hunicke gewonnen werden. Weiterhin gab es Vorführungen des eng mit dem Thema Computerspiele verknüpften Films Tron und der Dokumentation The King of Kong: A Fistful of Quarters, die einen Wettstreit zweier Donkey-Kong-Spieler um die höchste Punktzahl und den damit verbundenen Eintrag ins Guinness-Buch der Rekorde illustriert.

## Aufbau

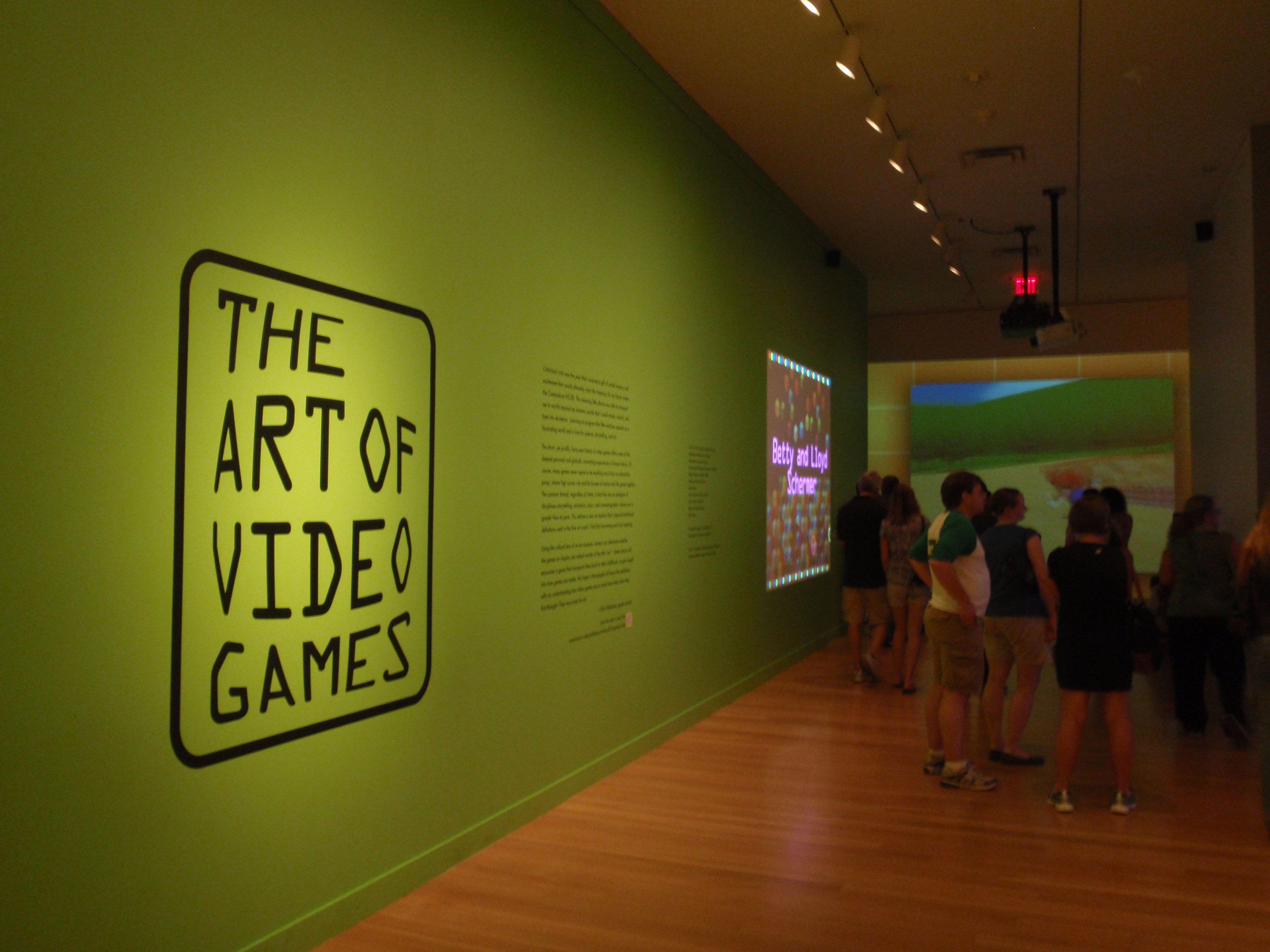
Eingangsbereich der Ausstellung (National Portrait Gallery)

Im Eingangsbereich werden Besucher von einer 3,5 Meter hohen Projektion begrüßt, die Motive nahezu aller 80 ausgestellten Spiele beinhaltet. Sie ist mit einem Chiptune-Soundtrack unterlegt, der von 8 Bit Weapon und ComputeHer komponiert und aufgenommen wurde.
Die Ausstellung unterteilt sich in drei Bereiche. Der erste Abschnitt beschäftigt sich mit den Menschen hinter den Spielen. Gezeigt werden unter anderem eine Reihe von Konzeptzeichnungen, Skulpturen, Booklets und 3D-Modelle. Daneben beschäftigen sich fünf Themenvideos mit Fragen zu den Anfängen der Videospiele, Inspirationsquellen für Designer, der Rolle der Erzählung, besonderen Spielerfahrungen und den Zukunftsaussichten. Die Videos setzen sich unter anderem aus Spielszenen zusammen und sind unterlegt mit Ton- und Bildausschnitten aus Interviews mit insgesamt 20 einflussreichen Designern und Entwicklern der Computerspiele-Geschichte. Diese Videos sind auch auf der Webseite des Museums abrufbar.
Interviewliste:
| - Nolan Bushnell - David Cage - Steve Cartwright - Jenova Chen - Don Daglow - Noah Falstein - Ed Fries | - Ron Gilbert - Robin Hunicke - Henry Jenkins - Jennifer MacLean - Robert J. Mical - Mike Mika - David Perry | - Jane Pinckard - Kellee Santiago - Tim Schafer - Jesse Schell - Warren Spector - Tommy Tallarico |

Eine Installation mit der Bezeichnung „Gamer Faces“ zeigt in Echtzeit die Gesichtsausdrücke und Körpersprache der Besucher, die zu diesem Zeitpunkt in den anderen Räumen mit den Spielen interagieren. Die gespielten Spielen sind dabei nicht sichtbar, der Fokus liegt auf den Reaktionen der Spieler auf das Spiel.
Der zweite Teil der Ausstellung präsentiert fünf direkt vor Ort anspielbare Titel, jeweils einer pro Zeitalter: Pac-Man, Super Mario Bros., The Secret of Monkey Island, Myst und Flower. Sie demonstrieren, wie Spieler mit den virtuellen Welten interagieren und heben die innovativen Techniken hervor, die zum Maßstab für nachfolgende Spiele wurden. Die Spiele wurden von Kurator Chris Melissinos ausgewählt und stehen stellvertretend für Spiele, die ihrerzeit die Sicht auf Videospiele nachhaltig verändert haben und von großer Bedeutung für die Entwicklung der Spielebranche waren, weil sie Spieler wie Designer zum Umdenken zwangen. Eine fünfteilige Installation, die die Fortschritte im Bereich der Kernmechaniken wiedergibt, demonstriert die erhebliche Weiterentwicklung der Computerspiele seit ihrer Entstehung  in den 1970ern durch Elemente wie Avatare, das Springen in Spielen, Rennen, Klettern, Fliegen, die Verwendung von Zwischensequenzen und die Darstellung von Landschaften.
Der dritte Teil der Ausstellung handelt von der Entwicklung der Computerspiele anhand der ausgewählten Titel. Auch die Entwicklung der Hardware wird dabei beleuchtet. Interaktive Informationsstände decken 20 Spielesystemen aus allen fünf Technologiezeitaltern ab, vom Atari VCS / Atari 2600 bis zur PlayStation 3. Jeder Informationsstand behandelt vier Titel, jeweils einen aus den Genres „Action“ (Spiele um Geschicklichkeit & Reaktionsvermögen), „Target“, „Adventure“ (erzählende Spiele) und „Tactics“ (Strategietitel). Hier erhält der Besucher Informationen in Form von Kommentierungen, Spieldialogen und Musikwiedergabe. Innerhalb von 60 bis 90 Sekunden werden darin die Bedeutung und der künstlerische Aspekt des Spiels erklärt.

## Ausgestellte Spiele

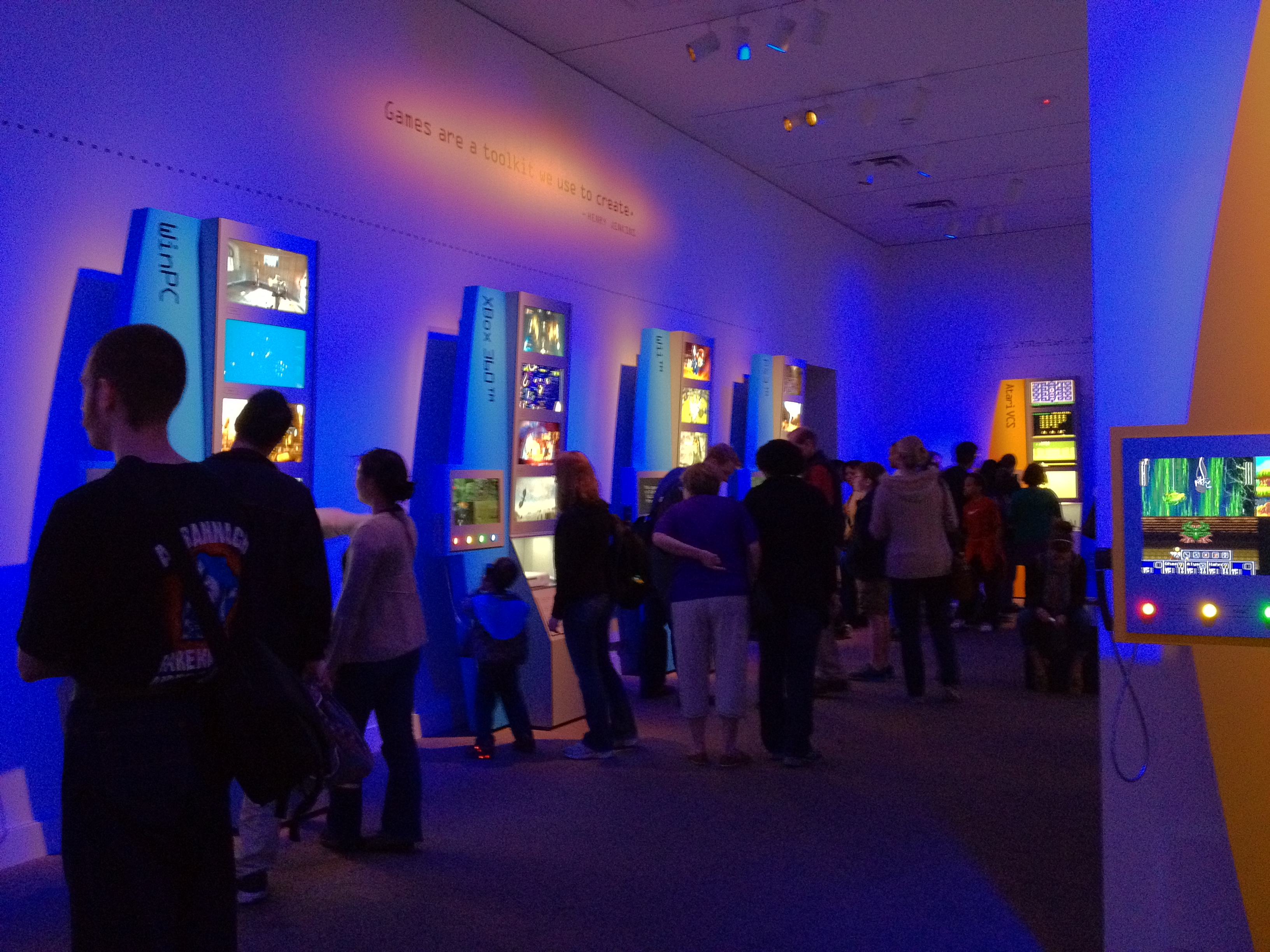
Ausstellungsbesucher während des Eröffnungswochenendes im Smithsonian American Art Museum

Die folgende Liste enthält sämtliche Spiele, die Melissinos und das Expertengremium als mögliche Ausstellungsobjekte für die Ausstellung zusammengestellt haben. Die Gewinner der öffentlichen Abstimmung sind hervorgehoben. Zusätzlich bietet die Ausstellung dem Besucher die Möglichkeit, fünf Spiele vor Ort anzuspielen. Dabei handelt es sich um die Titel Pac-Man, Super Mario Bros., The Secret of Monkey Island, Myst und Flower.

### Era 1: Start! (1970er – 1983)
| Plattform     | Genre     | Titel                                        | Jahr |
| ------------- | --------- | -------------------------------------------- | ---- |
| Atari VCS     | Target    | Space Invaders                               | 1980 |
| Atari VCS     | Target    | Missile Command                              | 1981 |
| Atari VCS     | Target    | Yars’ Revenge                                | 1981 |
| Atari VCS     | Adventure | Adventure                                    | 1980 |
| Atari VCS     | Adventure | Pitfall!                                     | 1982 |
| Atari VCS     | Adventure | E.T. the Extra-Terrestrial                   | 1982 |
| Atari VCS     | Action    | Tunnel Runner                                | 1983 |
| Atari VCS     | Action    | Haunted House                                | 1981 |
| Atari VCS     | Action    | Pac-Man                                      | 1981 |
| Atari VCS     | Tactics   | Combat                                       | 1977 |
| Atari VCS     | Tactics   | Star Raiders                                 | 1979 |
| Atari VCS     | Tactics   | Video Chess                                  | 1979 |
| Colecovision  | Target    | Carnival                                     | 1982 |
| Colecovision  | Target    | Zaxxon                                       | 1982 |
| Colecovision  | Target    | Buck Rodgers: Planet of Doom                 | 1982 |
| Colecovision  | Adventure | Alcazar: The Forgotten Fortress              | 1985 |
| Colecovision  | Adventure | Gateway to Apshai                            | 1983 |
| Colecovision  | Adventure | Pitfall II: Lost Caverns                     | 1984 |
| Colecovision  | Action    | Donkey Kong                                  | 1982 |
| Colecovision  | Action    | Jungle Hunt                                  | 1983 |
| Colecovision  | Action    | Smurf: Rescue in Gargamel's Castle           | 1982 |
| Colecovision  | Tactics   | Evolution                                    | 1982 |
| Colecovision  | Tactics   | Star Trek: Strategic Operations Simulator    | 1983 |
| Colecovision  | Tactics   | Artillery Duel                               | 1983 |
| Intellivision | Target    | Demon Attack                                 | 1982 |
| Intellivision | Target    | Star Strike                                  | 1981 |
| Intellivision | Target    | Space Battle                                 | 1979 |
| Intellivision | Adventure | Advanced Dungeons & Dragons: Cloudy Mountain | 1982 |
| Intellivision | Adventure | Swords and Serpents                          | 1982 |
| Intellivision | Adventure | Thunder Castle                               | 1986 |
| Intellivision | Action    | Microsurgeon                                 | 1982 |
| Intellivision | Action    | Tron: Maze-atron                             | 1982 |
| Intellivision | Action    | Masters of the Universe: The Power of He-Man | 1983 |
| Intellivision | Tactics   | Armor Battle                                 | 1977 |
| Intellivision | Tactics   | B-17 Bomber                                  | 1982 |
| Intellivision | Tactics   | Utopia                                       | 1981 |

### Era 2: 8-bit (1983–1989)
| Plattform                     | Genre     | Titel                                   | Jahr |
| ----------------------------- | --------- | --------------------------------------- | ---- |
| Commodore 64                  | Target    | Attack of the Mutant Camels             | 1983 |
| Commodore 64                  | Target    | Paradroid                               | 1985 |
| Commodore 64                  | Target    | Raid on Bungeling Bay                   | 1984 |
| Commodore 64                  | Adventure | Wasteland                               | 1988 |
| Commodore 64                  | Adventure | The Bard’s Tale III: Thief of Fate      | 1988 |
| Commodore 64                  | Adventure | Zak McKracken and the Alien Mindbenders | 1988 |
| Commodore 64                  | Action    | Impossible Mission                      | 1984 |
| Commodore 64                  | Action    | Boulder Dash                            | 1984 |
| Commodore 64                  | Action    | Jumpman                                 | 1983 |
| Commodore 64                  | Tactics   | M.U.L.E.                                | 1983 |
| Commodore 64                  | Tactics   | Little Computer People                  | 1985 |
| Commodore 64                  | Tactics   | Sid Meier's Pirates!                    | 1987 |
| Nintendo Entertainment System | Target    | 1943: The Battle of Midway              | 1988 |
| Nintendo Entertainment System | Target    | Top Gun                                 | 1987 |
| Nintendo Entertainment System | Target    | Salamander                              | 1987 |
| Nintendo Entertainment System | Adventure | Final Fantasy                           | 1987 |
| Nintendo Entertainment System | Adventure | The Legend of Zelda                     | 1986 |
| Nintendo Entertainment System | Adventure | Shadowgate                              | 1987 |
| Nintendo Entertainment System | Action    | Mega Man 2                              | 1988 |
| Nintendo Entertainment System | Action    | Super Mario Bros. 3                     | 1988 |
| Nintendo Entertainment System | Action    | Metroid                                 | 1986 |
| Nintendo Entertainment System | Tactics   | Archon: The Light and the Dark          | 1983 |
| Nintendo Entertainment System | Tactics   | Desert Commander                        | 1989 |
| Nintendo Entertainment System | Tactics   | North & South                           | 1989 |
| Sega Master System            | Target    | Fantasy Zone                            | 1986 |
| Sega Master System            | Target    | After Burner                            | 1988 |
| Sega Master System            | Target    | Missile Defense 3D                      | 1987 |
| Sega Master System            | Adventure | Phantasy Star                           | 1987 |
| Sega Master System            | Adventure | Heroes of the Lance                     | 1988 |
| Sega Master System            | Adventure | Ultima IV: Quest of the Avatar          | 1985 |
| Sega Master System            | Action    | Shinobi                                 | 1988 |
| Sega Master System            | Action    | Land of Illusion starring Mickey Mouse  | 1992 |
| Sega Master System            | Action    | Marble Madness                          | 1986 |
| Sega Master System            | Tactics   | Gain Ground                             | 1990 |
| Sega Master System            | Tactics   | Spy vs Spy                              | 1984 |
| Sega Master System            | Tactics   | Rampart                                 | 1991 |

### Era 3: Bit Wars! (1989–1994)
| Plattform                           | Genre     | Titel                                   | Jahr |
| ----------------------------------- | --------- | --------------------------------------- | ---- |
| Sega Genesis                        | Target    | Gunstar Heroes                          | 1993 |
| Sega Genesis                        | Target    | Viewpoint                               | 1992 |
| Sega Genesis                        | Target    | Ranger X                                | 1993 |
| Sega Genesis                        | Adventure | Phantasy Star IV                        | 1993 |
| Sega Genesis                        | Adventure | Flashback: The Quest for Identity       | 1992 |
| Sega Genesis                        | Adventure | Shining Force 2                         | 1993 |
| Sega Genesis                        | Action    | Earthworm Jim                           | 1994 |
| Sega Genesis                        | Action    | Sonic CD                                | 1993 |
| Sega Genesis                        | Action    | Michael Jackson's Moonwalker            | 1990 |
| Sega Genesis                        | Tactics   | Herzog Zwei                             | 1990 |
| Sega Genesis                        | Tactics   | Dune II: Battle for Arrakis             | 1994 |
| Sega Genesis                        | Tactics   | Nobunaga's Ambition                     | 1986 |
| Super Nintendo Entertainment System | Target    | Gradius III                             | 1990 |
| Super Nintendo Entertainment System | Target    | Star Fox                                | 1993 |
| Super Nintendo Entertainment System | Target    | Super Smash TV                          | 1991 |
| Super Nintendo Entertainment System | Adventure | Chrono Trigger                          | 1995 |
| Super Nintendo Entertainment System | Adventure | The Legend of Zelda: A Link to the Past | 1991 |
| Super Nintendo Entertainment System | Adventure | Earthbound                              | 1995 |
| Super Nintendo Entertainment System | Action    | Super Star Wars                         | 1992 |
| Super Nintendo Entertainment System | Action    | Super Mario World                       | 1991 |
| Super Nintendo Entertainment System | Action    | Donkey Kong Country                     | 1994 |
| Super Nintendo Entertainment System | Tactics   | SimCity                                 | 1989 |
| Super Nintendo Entertainment System | Tactics   | Syndicate                               | 1993 |
| Super Nintendo Entertainment System | Tactics   | Act Raiser                              | 1990 |

### Era 4: Transition (1995–2002)
| Plattform      | Genre     | Titel                                    | Jahr |
| -------------- | --------- | ---------------------------------------- | ---- |
| DOS/Windows    | Target    | Star Wars: TIE Fighter                   | 1994 |
| DOS/Windows    | Target    | Crimson Skies                            | 2000 |
| DOS/Windows    | Target    | Diablo II                                | 2000 |
| DOS/Windows    | Adventure | Baldur’s Gate II: Schatten von Amn       | 2000 |
| DOS/Windows    | Adventure | Grim Fandango                            | 1998 |
| DOS/Windows    | Adventure | Fallout                                  | 1997 |
| DOS/Windows    | Action    | Deus Ex                                  | 2000 |
| DOS/Windows    | Action    | Doom 2: Hell on Earth                    | 1994 |
| DOS/Windows    | Action    | Unreal                                   | 1998 |
| DOS/Windows    | Tactics   | Starcraft                                | 1998 |
| DOS/Windows    | Tactics   | Uplink: Hacker Elite                     | 2001 |
| DOS/Windows    | Tactics   | Command & Conquer                        | 1995 |
| Nintendo 64    | Target    | Pilot Wings 64                           | 1996 |
| Nintendo 64    | Target    | Star Fox 64 (dt. Lylat Wars)             | 1997 |
| Nintendo 64    | Target    | GoldenEye 007                            | 1997 |
| Nintendo 64    | Adventure | The Legend of Zelda: Ocarina of Time     | 1998 |
| Nintendo 64    | Adventure | The Legend of Zelda: Majora’s Mask       | 2000 |
| Nintendo 64    | Adventure | Paper Mario                              | 2000 |
| Nintendo 64    | Action    | Super Mario 64                           | 1996 |
| Nintendo 64    | Action    | Banjo-Kazooie                            | 1998 |
| Nintendo 64    | Action    | Star Wars: Shadows of the Empire         | 1996 |
| Nintendo 64    | Tactics   | Worms Armageddon                         | 1999 |
| Nintendo 64    | Tactics   | Tom Clancy’s Rainbow Six                 | 1998 |
| Nintendo 64    | Tactics   | Ogre Battle 64: Person of Lordly Caliber | 1999 |
| Sega Dreamcast | Target    | Toy Commander                            | 1999 |
| Sega Dreamcast | Target    | Typing of the Dead                       | 2000 |
| Sega Dreamcast | Target    | Rez                                      | 2001 |
| Sega Dreamcast | Adventure | Shenmue                                  | 2000 |
| Sega Dreamcast | Adventure | Phantasy Star Online                     | 2000 |
| Sega Dreamcast | Adventure | Skies of Arcadia                         | 2000 |
| Sega Dreamcast | Action    | Jet Grind Radio                          | 2000 |
| Sega Dreamcast | Action    | Sonic Adventure                          | 1998 |
| Sega Dreamcast | Action    | Crazy Taxi                               | 2000 |
| Sega Dreamcast | Tactics   | ChuChu Rocket!                           | 1999 |
| Sega Dreamcast | Tactics   | Panzer Front                             | 1999 |
| Sega Dreamcast | Tactics   | Rhapsody of Zephyr                       | 2001 |
| Sega Saturn    | Target    | Panzer Dragoon II Zwei                   | 1996 |
| Sega Saturn    | Target    | Black Fire                               | 1995 |
| Sega Saturn    | Target    | Wing Arms                                | 1995 |
| Sega Saturn    | Adventure | Blazing Dragons                          | 2000 |
| Sega Saturn    | Adventure | Dark Savior                              | 2000 |
| Sega Saturn    | Adventure | Panzer Dragoon Saga                      | 2000 |
| Sega Saturn    | Action    | NiGHTS into Dreams...                    | 2000 |
| Sega Saturn    | Action    | Tomb Raider                              | 1998 |
| Sega Saturn    | Action    | Clockwork Knight                         | 2000 |
| Sega Saturn    | Tactics   | SimCity 2000                             | 1999 |
| Sega Saturn    | Tactics   | Blazing Heroes                           | 1999 |
| Sega Saturn    | Tactics   | Command & Conquer                        | 2001 |
| PlayStation    | Target    | Einhänder                                | 1998 |
| PlayStation    | Target    | Colony Wars: Red Sun                     | 2000 |
| PlayStation    | Target    | Point Blank                              | 1998 |
| PlayStation    | Adventure | Lunar: Silver Star Story Complete        | 1996 |
| PlayStation    | Adventure | Final Fantasy VII                        | 1997 |
| PlayStation    | Adventure | Grandia                                  | 1997 |
| PlayStation    | Action    | Metal Gear Solid                         | 1998 |
| PlayStation    | Action    | Crash Bandicoot: Warped                  | 1997 |
| PlayStation    | Action    | Oddworld: Abe’s Oddysee                  | 1997 |
| PlayStation    | Tactics   | Final Fantasy Tactics                    | 1998 |
| PlayStation    | Tactics   | Carnage Heart                            | 1997 |
| PlayStation    | Tactics   | Command & Conquer: Alarmstufe Rot        | 1996 |

1. ↑  Ursprünglich war Goldeneye 007 der Gewinner in dieser Kategorie, konnte aber aus Urheberrechtsgründen nicht ausgestellt werden. Star Fox 64 (in Deutschland als Lylat Wars veröffentlicht) rückte als zweitplatzierter Titel daher auf.

### Era 5: Next Generation (2003 – heute)
| Plattform      | Genre     | Titel                                            | Jahr |
| -------------- | --------- | ------------------------------------------------ | ---- |
| Xbox           | Target    | Panzer Dragoon Orta                              | 2003 |
| Xbox           | Target    | Xyanide                                          | 2006 |
| Xbox           | Target    | Sniper Elite: Berlin 1945                        | 2005 |
| Xbox           | Adventure | Fable                                            | 2004 |
| Xbox           | Adventure | Indigo Prophecy (dt. Fahrenheit)                 | 2005 |
| Xbox           | Adventure | Shenmue II                                       | 2001 |
| Xbox           | Action    | Halo 2                                           | 2004 |
| Xbox           | Action    | Jet Set Radio Future                             | 2002 |
| Xbox           | Action    | Psychonauts                                      | 2005 |
| Xbox           | Tactics   | Steel Battalion                                  | 2002 |
| Xbox           | Tactics   | Tom Clancy’s Splinter Cell                       | 2002 |
| Xbox           | Tactics   | Sid Meier's Pirates!                             | 2004 |
| Xbox 360       | Target    | Geometry Wars 2: Retro Evolved                   | 2008 |
| Xbox 360       | Target    | Ikaruga                                          | 2002 |
| Xbox 360       | Target    | Assault Heroes 2                                 | 2008 |
| Xbox 360       | Adventure | Mass Effect 2                                    | 2010 |
| Xbox 360       | Adventure | Limbo                                            | 2010 |
| Xbox 360       | Adventure | The Elder Scrolls IV: Oblivion                   | 2006 |
| Xbox 360       | Action    | Gears of War 2                                   | 2008 |
| Xbox 360       | Action    | Halo 3                                           | 2007 |
| Xbox 360       | Action    | BioShock                                         | 2007 |
| Xbox 360       | Tactics   | Halo Wars                                        | 2009 |
| Xbox 360       | Tactics   | Darwinia+                                        | 2010 |
| Xbox 360       | Tactics   | Der Herr der Ringe: Die Schlacht um Mittelerde 2 | 2006 |
| Modern Windows | Target    | Shatter                                          | 2009 |
| Modern Windows | Target    | Everyday Shooter                                 | 2007 |
| Modern Windows | Target    | flOw                                             | 2006 |
| Modern Windows | Adventure | World of Warcraft                                | 2004 |
| Modern Windows | Adventure | Star Wars: Knights of the Old Republic           | 2003 |
| Modern Windows | Adventure | Fallout 3                                        | 2008 |
| Modern Windows | Action    | Half-Life 2                                      | 2004 |
| Modern Windows | Action    | Portal                                           | 2007 |
| Modern Windows | Action    | Call of Duty: World at War                       | 2008 |
| Modern Windows | Tactics   | StarCraft II                                     | 2010 |
| Modern Windows | Tactics   | Age of Empires III                               | 2005 |
| Modern Windows | Tactics   | Minecraft                                        | 2009 |
| GameCube       | Target    | P.N.03                                           | 2003 |
| GameCube       | Target    | Star Fox Assault                                 | 2005 |
| GameCube       | Target    | Alien Hominid                                    | 2004 |
| GameCube       | Adventure | The Legend of Zelda: The Wind Waker              | 2003 |
| GameCube       | Adventure | Tales of Symphonia                               | 2003 |
| GameCube       | Adventure | Paper Mario: Die Legende vom Äonentor            | 2004 |
| GameCube       | Action    | Prince of Persia: The Sands of Time              | 2003 |
| GameCube       | Action    | Eternal Darkness: Sanity’s Requiem               | 2002 |
| GameCube       | Action    | Metroid Prime 2: Echoes                          | 2004 |
| GameCube       | Tactics   | Battalion Wars                                   | 2005 |
| GameCube       | Tactics   | Pikmin 2                                         | 2004 |
| GameCube       | Tactics   | Fire Emblem: Path of Radiance                    | 2005 |
| Wii            | Target    | Boom Blox                                        | 2008 |
| Wii            | Target    | Blast Works: Build, Trade, Destroy               | 2008 |
| Wii            | Target    | Sin and Punishment: Star Successor               | 2010 |
| Wii            | Adventure | The Legend of Zelda: Twilight Princess           | 2006 |
| Wii            | Adventure | Super Paper Mario                                | 2007 |
| Wii            | Adventure | Monster Hunter Tri                               | 2010 |
| Wii            | Action    | Super Mario Galaxy 2                             | 2010 |
| Wii            | Action    | Metroid Prime: Trilogy                           | 2009 |
| Wii            | Action    | Epic Mickey                                      | 2010 |
| Wii            | Tactics   | Zack and Wiki: Quest for Barbados' Treasure      | 2007 |
| Wii            | Tactics   | Little King’s Story                              | 2009 |
| Wii            | Tactics   | Battalion Wars 2                                 | 2007 |
| PlayStation 2  | Target    | Silpheed: The Lost Planet                        | 2001 |
| PlayStation 2  | Target    | Espgaluda                                        | 2004 |
| PlayStation 2  | Target    | Gradius V                                        | 2004 |
| PlayStation 2  | Adventure | Final Fantasy X                                  | 2001 |
| PlayStation 2  | Adventure | Kingdom Hearts II                                | 2006 |
| PlayStation 2  | Adventure | Ōkami                                            | 2006 |
| PlayStation 2  | Action    | Tony Hawk's Underground 2                        | 2004 |
| PlayStation 2  | Action    | God of War                                       | 2005 |
| PlayStation 2  | Action    | Shadow of the Colossus                           | 2005 |
| PlayStation 2  | Tactics   | Metal Gear Solid 2: Sons of Liberty              | 2001 |
| PlayStation 2  | Tactics   | Rainbow Six: Lockdown                            | 2005 |
| PlayStation 2  | Tactics   | Armored Core 3                                   | 2002 |
| PlayStation 3  | Target    | Flower                                           | 2009 |
| PlayStation 3  | Target    | Super Stardust HD                                | 2007 |
| PlayStation 3  | Target    | PixelJunk Shooter                                | 2009 |
| PlayStation 3  | Adventure | Dragon Age: Origins                              | 2009 |
| PlayStation 3  | Adventure | Final Fantasy XIII                               | 2009 |
| PlayStation 3  | Adventure | Heavy Rain                                       | 2010 |
| PlayStation 3  | Action    | Uncharted 2: Among Thieves                       | 2009 |
| PlayStation 3  | Action    | Call of Duty: Black Ops                          | 2010 |
| PlayStation 3  | Action    | LittleBigPlanet 2                                | 2011 |
| PlayStation 3  | Tactics   | Brütal Legend                                    | 2009 |
| PlayStation 3  | Tactics   | C&C: Alarmstufe Rot 3 – Commander's Challenge    | 2009 |
| PlayStation 3  | Tactics   | Sid Meier's Civilization Revolution              | 2008 |

## Ausstellungstournee
Neben der Präsentation im Smithsonian wurde eine landesweite Ausstellungstournee durch zehn weitere US-amerikanische Museen angekündigt.
- Boca Raton Museum of Art in Boca Raton, Florida (24. Oktober 2012 – 20. Januar 2013)
- EMP Museum in Seattle, Washington (16. Februar 2013 – 13. Mai 2013)
- Phoenix Art Museum in Phoenix, Arizona (16. Juni 2013 – 29. September 2013)
- Everson Museum of Art in Syracuse, New York (25. Oktober 2013 – 19. Januar 2014)
- Hudson River Museum in Yonkers, New York (15. Februar 2014 – 18. Mai 2014)
- Toledo Museum of Art in Toledo, Ohio (19. Juni 2014 – 28. September 2014)
- Flint Institute of Arts in Flint, Michigan (25. Oktober 2014 – 18. Januar 2015)
- Chrysler Museum of Art in Norfolk, Virginia (13. Februar 2015 – 10. Mai 2015)
- Memphis Brooks Museum of Art in Memphis, Tennessee (6. Juni 2015 – 13. September 2015)
- The Patricia and Phillip Frost Art Museum der Florida International University in Miami, Florida (9. Oktober 2015 – 25. Januar 2016)

## Rezeption
Am Eröffnungstag verzeichnete das Museum beinahe 23.000 Besucher, der damit zu den bis dahin fünf besucherstärksten Ausstellungstagen der Museumsgeschichte zählte. Über den sechsmonatigen Ausstellungszeitraum kamen über 686.000 Besucher. Die Ausstellung erreichte größere Medienaufmerksamkeit sowohl bei der Spiele- und Computerfachpresse als auch der englischsprachigen Tages- und Mainstreamberichterstattung. Auch bei deutschsprachigen Presseangeboten rief die Ausstellung eine gewisse, wenngleich deutlich geringere Medienresonanz hervor. Zur Hauptbesuchergruppe der Ausstellung zählen vor allem junge Familie.
Aus dem Umfeld der Computerspiel-nahen Presse und Interessensvertretungen erhielt die Ausstellung überwiegend positives Echo. Dabei wurde goutiert, dass durch diese Ausstellung endlich auch aus berufenem Munde akzeptiert werde, dass Computerspiele Kunst seien, wie es bereits ein Gerichtsbeschluss des Supreme Courts bestätigt habe. Von traditioneller Seite wurde der Ausstellung vorgehalten, sie würde sich zu wenig mit der Frage auseinandersetzen, wo genau die Kunst in Computerspielen läge und wie zwischen Unterhaltungsprodukten und Kunstwerken unterschieden werden könne.
Pressestimmen:

“Video games are just now, finally, earning the validation of our parents’ generation. We have now seen our treasured game systems go from under the Christmas trees of our youth to under glass at the Smithsonian. It feels good.”

„Endlich erhalten Videospiele auch die Wertschätzung unserer Elterngeneration. Wir konnten jetzt dabei zusehen, wie die lieb gewonnenen Spielesystem, die in unserer Jugend noch unterm Weihnachtsbaum lagen, unter die Glasvitrinen im Smithsonian gewandert sind. Es fühlt sich gut an.“

"The Art of Video Games," a technologically impressive but intellectually inert exhibition at the Smithsonian American Art Museum, belongs in a history or technology museum, not in an institution devoted to art. Despite its title, it fails to grapple with questions about the definition and boundaries of art, questions that tend to make people squeamish in a democratic society that would rather everything be art than anyone feel excluded from the realms of sanctified culture.

„"The Art of Video Games", eine technologisch beeindruckende, aber intellektuell träge Ausstellung im Smithsonian American Art Museum, gehört in ein technisches Museum, nicht in eine Einrichtung, die sich der Kunst verschrieben hat. Trotz ihres Titels versagt die Ausstellung bei der Auseinandersetzung mit den Fragen der Definition und den Grenze der Kunst, Fragen, die Menschen eher zimperlich werden lassen in einer demokratischen Gesellschaft, die lieber alles als Kunst bezeichnen würde, bevor sich irgendjemand aus dem Reich der geheiligten Kultur ausgeschlossen fühlt.“

“A new exhibit at the Smithsonian American Art Museum is billed as “The Art of Video Games.” Visitors will encounter beautiful production art, a chronological look at the major video-game platforms and their key games, tidbits of wisdom from various designers, and even a handful of games playable on giant public screens. What they won’t find is much of a case that video games are, in fact, art.”

„Eine neue Ausstellung im Smithsonian American Art Museum trägt die Bezeichnung "Die Kunst der Computerspiele". Besucher werden wunderschöne Produktionszeichnungen antreffen, einen chronologischen Blick auf die wichtigsten Spieleplattformen und ihre Schlüsselspiele, Worte der Weisheit verschiedener Designern und sogar eine handvoll anspielbarer Titel auf riesigen öffentlichen Bildschirmen. Was sie dagegen nicht so sehr finden werden, sind Belege, dass Computerspiele tatsächlich Kunst sind.“

„Als Nolan Bushnell und Ted Dabney 1972 die Spielkonsole Pong veröffentlichten, hatten sie wohl kaum den Wunsch Kunst zu kreieren. Doch 2011, fast vierzig Jahre nachdem die Spielekonsole Einzug in die Wohnzimmer gefunden hat, sorgte eine Ankündigung des renommierten Smithsonian Museums dafür, dass die alte Spielkonsole und das gesamte Medium Videospiel plötzlich mit anderen Augen gesehen wurden.“

- Ars Technica, 2. April 2012, „Ars at the Museum: The Art of Video Games at the Smithsonian“ von Jonathan M. Gitlin[26]

- The Los Angeles Times, 19. März 2012, „Smithsonian scores with ‘Art of Video Games’ exhibit“ von Liesl Bradner[27]